# Formskrift
Formskrift er en delvist sammenhængende håndskrift, der adskiller sig fra skråskrift ved ikke at have løkker på bogstaverne (dvs. i overlængden i b, h, k og l, underlængden i g, j, p og y samt både over- og underlængden i f). Den mere enkle »formskrift«, eller grundskrift, har afløst skolens undervisning i skråskrift.
Navnet formskrift er blevet brugt om flere løkkefri skrifter; men den ægte formskrift er kun den skrift, der i slutningen af 1940'erne blev udviklet i Norge af Alvhild Bjerkenes, og som blev introduceret i Danmark i 1952 af Christian Clemens Hansen (gymnastik- og skrivelærer på Hjørring Seminarium og mangeårig formand for Seminariernes Skrivelærerforening).
| Sprog | Spire Denne artikel om sprog er en spire som bør udbygges. Du er velkommen til at hjælpe Wikipedia ved at udvide den. |